# Fijador (pelo)

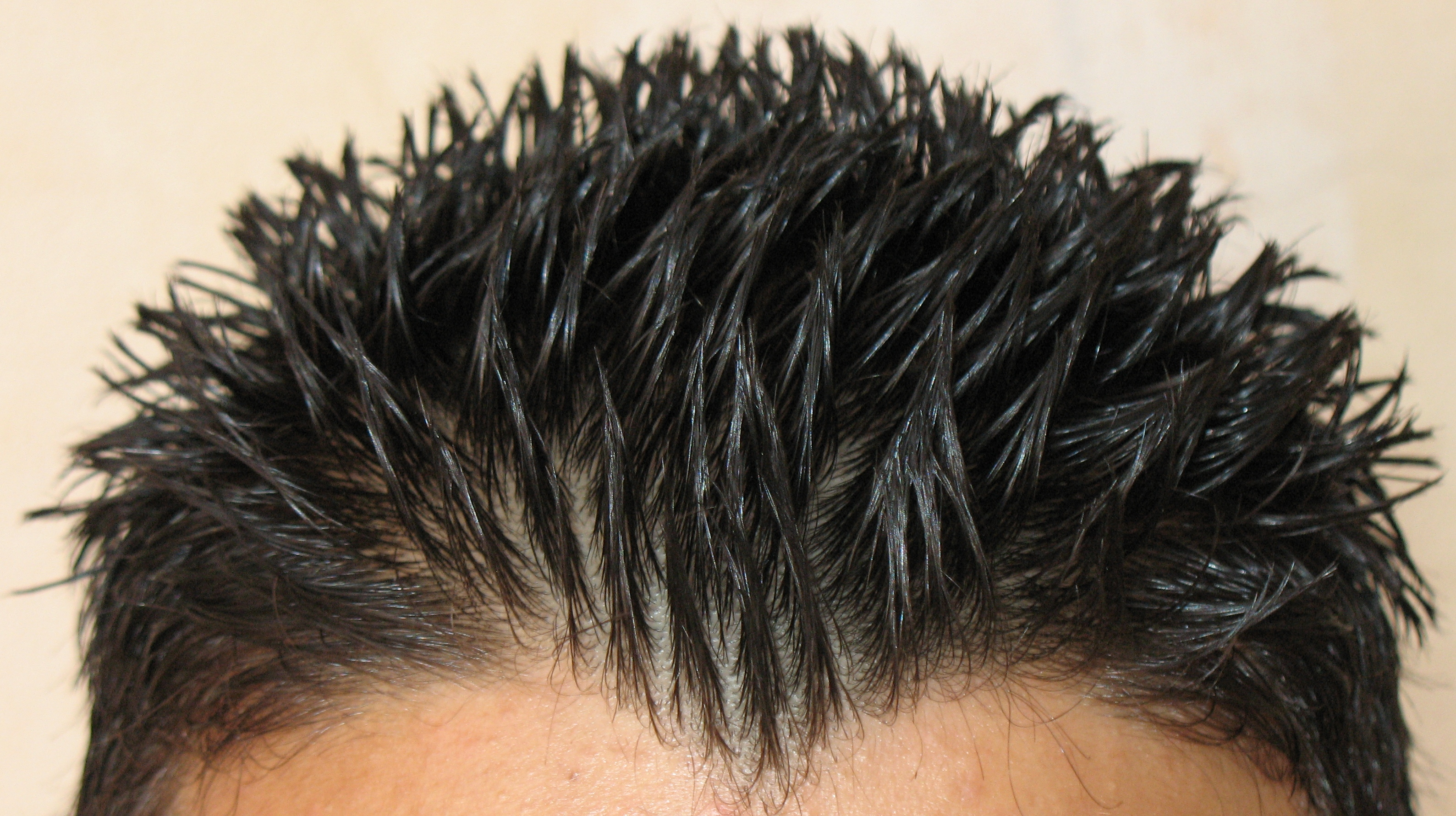
Peinado con fijador

El fijador para el pelo, gel para el pelo o gomina es un producto de peinado que se usa para dar forma y fijación al cabello en un particular peinado.

## Historia
El análisis de las momias de antiguo Egipto han demostrado que se peinaban el cabello con un gel a base de grasa.  Los investigadores detrás del análisis dicen que los egipcios usaban el producto para asegurar que su estilo se mantuviera en su lugar tanto en la vida como en la muerte.  Natalie McCreesh, científica arqueológica del Centro KNH de Egiptología Biomédica de la Universidad de Manchester, Inglaterra, y sus colegas, estudiaron muestras de cabello tomadas de 18 momias.  La más antigua tiene aproximadamente 3.500 años, pero la mayoría fueron excavadas en un cementerio en el oasis de Dakhleh en el  Desierto Occidental y datan de la época grecorromana, hace unos 2.300 años.
Se descubrió que el cuerpo de pantano irlandés Clonycavan Man, fechado por radiocarbono entre 392 a. C. y 201 a. C., usaba un gel para el cabello hecho de resina de pino importada desde
España o el suroeste de Francia.
En 1914, en una pequeña farmacia ubicada en el corazón de Buenos Aires, Argentina (Florida al 600), el estudiante veterinario José Antonio Brancato creó el primer fijador para el cabello, que llevaría el nombre de gomina como marca registrada.  Para esto mezcló goma arábiga, tragacanto persa y diferentes esencias. Pronto la palabra "gomina" se convirtió en sinónimo de fijador. Un fijador que desplazó los jabones y aceites utilizados para este fin.

En 1929, la compañía británica Chemical Works inventó el Brylcreem, que se convirtió en el líder del mercado entre los productos capilares en el Reino Unido y los Estados Unidos durante las siguientes décadas.
A principios de la decada de 1920, la empresa The R. L. Watkins Company, lanza al mercado estadounidense el fijador Glostora, llegando a México en 1942 donde fue popularizado durante varias décadas. 
En la década de 1960, fue inventado en los Estados Unidos el moderno gel para el cabello, por la que más tarde se llamaría Dep Corporation.  Comercializado bajo la marca Dep, su inventor, Luis Montoya, le dio este nombre por la sustancia que le dio su consistencia única y no grasa: el ftalato de dietilo, comúnmente abreviado como DEP. {  {cn | date = diciembre de 2015}}